# San Agustín (Kolumbien)
San Agustín ist eine Gemeinde (municipio) im Departamento Huila in den kolumbianischen Anden.
Bekannt geworden ist San Agustín durch zahlreiche mit einfachsten Werkzeugen hergestellte Felsskulpturen und mystische Figuren, die in der Zeit von 100 bis 1200 nach Christus durch die San-Agustín-Kultur geschaffen wurden, die nach dem Fundort der Artefakte benannt wurde. Der archäologische Park San Agustín, der sich insbesondere über Teile des Gebiets der Gemeinden San Agustín und Isnos erstreckt, gehört zum UNESCO-Weltkulturerbe.

## Geographie
San Agustín liegt in Huila, in der Subregion Subsur, 264 km von Neiva entfernt auf einer Höhe von 1730 m ü. NN und hat eine Durchschnittstemperatur von 18 °C. Die Gemeinde grenzt im Norden an Isnos, im Süden an Santa Rosa in Cauca, im Osten an Pitalito und im Westen an San Sebastián, La Vega, Sotará und Puracé in Cauca.

## Bevölkerung
Die Gemeinde San Agustín hat 34.281 Einwohner, von denen 11.320 im städtischen Teil (cabecera municipal) der Gemeinde leben (Stand: 2022).

## Geschichte
In präkolumbiner Zeit war das Gebiet der heutigen Gemeinde von der San-Agustín-Kultur besiedelt. Nach dem Verfall der Kultur war die Region von weiteren indigenen Völkern bewohnt. Um 1609 wird ein Ort an der Stelle der heutigen Gemeinde als indigenes Dorf erwähnt. Im Jahr 1757 berichtet ein Mönch erstmals von den Artefakten der San-Agustín-Kultur. Ab 1790 war San Agustín ein offiziell registriertes Dorf (aldea). Seit 1926 hat San Agustín den Status einer Gemeinde.

## Wirtschaft
Der wichtigste Wirtschaftszweig von San Agustín ist neben dem Tourismus die Landwirtschaft. Das wichtigste landwirtschaftliche Produkt ist der Kaffee, es werden aber auch andere Produkte angebaut.